# Strada statale 50 bis var del Grappa e del Passo Rolle
La strada statale 50 bis var del Grappa e del Passo Rolle (SS 50 bis var), prima del 2009 chiamata SS 50 bis, è una strada statale italiana.
È una diramazione che collega la strada statale 50 del Grappa e del Passo Rolle alla superstrada della strada statale 47 della Valsugana. A discapito di questo, la progressive chilometriche iniziano dalla strada statale 47 della Valsugana.

## Percorso
Inizia dallo svincolo Belluno della strada statale 47 della Valsugana ed attraversa la galleria Brenta (527 metri), costruita interamente in curva.
Superata la galleria Brenta, attraversa un'altra galleria, San Vito (3047 metri), ed entra in comune di Arsiè, dove c'è l'incrocio per il centro abitato, ovvero per la NSA 127, che costituisce il vecchio tracciato della SS 50 bis var. Attraversa altre due brevi gallerie, entra in comune di Fonzaso, con gli incroci per le frazioni di Giaroni e Case Balzan. Poi si incontra lo svincolo per Fiera di Primiero e San Martino di Castrozza. Dopo lo svincolo si incontra una rotatoria che immette in una variante costruita nel 2009 che termina nella SR 348 Feltrina a Anzù. In questa variante sono presenti gli svincoli per Seren del Grappa e il Monte Grappa (attivo solo da e per Feltre), per la zona industriale Rasai, l'ultimo svincolo per il centro di Feltre, l'omonima zona industriale e per Belluno (proseguendo nella SS 50) prima di innestarsi nella strada Feltrina diretta a Treviso.
Dopo la costruzione della variante l'arteria ha cambiato nome da SS 50 bis a SS 50 bis var.

### Tabella percorso
| del Grappa e Passo Rolle PRIMOLANO - FELTRE |                                                                   |        |           |
| Tipo                                        | Indicazione                                                       | km     | Provincia |
|                                             | della Valsugana Padova Trento                                     | 0,000  | VI        |
|                                             | Rocca solo uscita verso Feltre                                    | 4,100  | BL        |
|                                             | Arsiè                                                             | 4,900  | BL        |
|                                             | Giaroni                                                           | 7,400  | BL        |
|                                             | Case Balzan                                                       | 8,600  | BL        |
|                                             | Arten Zona industriale Fonzaso                                    | 9,500  | BL        |
|                                             | Fiera di Primiero San Martino di Castrozza                        | 9,700  | BL        |
|                                             | Arten Feltre                                                      | 11,900 | BL        |
|                                             | Seren del Grappa Monte Grappa solo uscita ed entrata verso Feltre | 12,100 | BL        |
|                                             | Seren del Grappa Zona industriale Rasai                           | 14,400 | BL        |
|                                             | Feltre Belluno Zona industriale Feltre                            | 15,900 | BL        |
|                                             | Belluno Treviso Venezia Padova                                    | 19,818 | BL        |

## Vecchi tracciati
Oggi la SS 50 bis è un percorso a scorrimento veloce, privo di attraversamenti urbani.

### Nuova strada ANAS 127 ex SS 50 bis (di Arsiè e Primolano)
La nuova strada ANAS 127 ex SS 50 bis (di Arsiè e Primolano) (NSA 127) è una strada statale italiana che costituisce un tracciato della SS 50 bis var sostituito da una variante.
Per la precisione si tratta del tratto della strada statale oggi sostituito dalla galleria San Vito, inaugurata nel 1992.
Inizia dall'incrocio per il centro abitato di Arsiè per poi entrare in esso. Entra nelle frazioni di Pusterno e Fastro e supera alcuni tornanti, noti come scale di Primolano. Dopo averli superati termina nella strada statale 47 della Valsugana, presso Primolano.
In seguito è stata declassata a strada regionale diventando SR 50 bis.

### Nuova strada ANAS 271 ex SS 50 bis (Variante tra Arten e Arsiè)
La nuova strada ANAS 271 ex SS 50 bis (variante tra Arten e Arsiè) è una strada statale italiana che costituisce un tracciato della SS 50 bis sostituito da una variante.
Inizia nel centro abitato di Arsiè in via 1º maggio, attraversa il torrente Cismon e si innesta nella SS 50 bis var nello svincolo per Giaroni.